# 費恩阿克雷斯 (夏威夷州)
費恩阿克雷斯（英語：Fern Acres）是位於美國夏威夷州夏威夷縣的一個人口普查指定地區。

## 地理
費恩阿克雷斯的座標為19°30′43″N 155°05′24″W / 19.51194°N 155.09000°W，而該地最高點為海拔高度467米（即1532英尺）。

## 人口
根據2010年美國人口普查的數據，費恩阿克雷斯的面積為17.60平方千米，均為陸地。當地共有人口1504人，而人口密度為每平方千米85人。